# Leni Alexander
Leni Alexander (Breslau, juny de 1924, Santiago de Chile, 2005) va ser una compositora de l'anomenada Nova música, escriptora i guionista de ràdio. Va viure dues dictadures, i això va fer que la seva vida tingués lloc a tres països diferents: Alemanya, Xile i França.

## Vida
Era filla de pares jueus, va passar la seva infància a Hamburg. La seva mare era cantant, i per això la va orientar cap a una vida de música. Des de molt petita ja anava a classes de piano.
L'any 1936 es va exiliar a Santiago de Xile. Va fugir amb els seus pares des d'Amsterdam, després de la destrucció de la sinagoga d'Hamburg per part dels nazis. Va marxar en un dels últims vaixells amb immigrants arribats al país abans de la Segona Guerra Mundial. El seu primer exili no va impedir que continués estudiant a Xile. Lucila Cesped i Rudi Lehman van ser les seves primeres mestres a Xile.
Paral·lelament es va graduar com a professora de Montessori l'any 1942, fet que li va permetre exercir com a professora.
Als 17 anys es va casar amb l'arquitecte alemany Ernst Bodenhöfer amb qui va tenir una filla.
A Xile va aprendre del compositor Fré Focke, qui havia estat alumne de composició d'Anton Webern durant tres anys.
Aquest és un fragment de l'article "Recordando a Fré Focke" que Leni Alexander va escriure per a la Revista Musical Chilena l'any 1997.
"Yo supe de su presencia en Chile por mi profesora de armonía y contrapunto -amiga de Arrau-, la maestra Lucila Cesped, quien fue una profesora maravillosa y competente. Desde un comienzo ella se dio cuenta de la fuerte personalidad artística de Fré Focke, a quien había escuchado interpretando sus obras para piano en casa de amigos. Ella me habló de él, convencida desde un principio que Focke sería el profesor adecuado para mí. […] "Fui su primera alumna en Chile y durante cinco años Focke fue mi profesor de composición, hasta que dejé el país para ir a Francia."
Va treballar amb joves i nens amb discapacitat mental. L'any 1954 va obtenir una beca del govern francès per estudiar a França amb els principals representants de la "nova música": Oliver Messiaen, René Leibowitz i Bruno Maderna, entre d'altres. Allà va prendre contacte també amb Pierre Boulez i Luciano Berio.
Tot i això, Leni no va perdre el vincle amistós amb el seu mestre:
"Los últimos veinte años de su vida, Focke se dedicó quasi exclusivamente a la poesía, a escribir; él no componía. Estando ya muy enfermo lo ví por última vez en el verano de 1988, cuando lo visité en el sanatorio de Bergen, Holanda. Fue un encuentro muy emocionante. Los dos sabíamos que nos veíamos por última vez."
L'any 1969 es va instal·lar a París, amb l'ajut d'una beca de la fundació Guggenheim. Va treballar en obres pel Ministeri de Cultura de França i en altres encàrrecs.
Per entendre la mentalitat oberta i innovadora de Leni Alexander podem fixar-nos en el següent fragment de l'article que va escriure en memòria del seu mestre:
"Por supuesto la relevancia de un compositor como Fré Focke en Chile ha sido indiscutible. Pero la vida musical de un país, de una sociedad, no puede depender de una sola persona. Quizás debieramos estar atentos y ser más abiertos hacia ideas y conceptos nuevos. "
Actualment és reconeguda perquè va incorporar a la música chilena les tendències més avançades de la música europea.

## Obra
Catàleg online de l'obra de Leni Alexander Pollak (Raquel Bustos Valderrama).
Algunes de les seves obres:
| Any                             | Títol                    |
| ------------------------------- | ------------------------ |
| 6 lieder                        | 1949                     |
| Suite                           | 1950                     |
| El circo, Suite infantil.       | 1951                     |
| Divertimento Rítmico            | 1956                     |
| Soon we shall be one            | 1959                     |
| Par quoi? A quoi? Pour quoi?    | 1971                     |
| Meralo                          | 1972                     |
| Cuando aún no conocia tu nombre | 1996 (última composició) |